# Fumetti pubblicati su I tre porcellini
La seguente pagina elenca le serie a fumetti che sono stati pubblicati sul periodico I tre porcellini.
È possibile reperire le informazioni a riguardo di ciascuna serie attraverso il database INDUCKS che elenca il contenuto di ciascun numero de I tre porcellini. Ciascun numero elenca: titolo, numero di pagine, autori dei fumetti pubblicati.

## Alì nel regno delle mille e una notte
- Titolo: Alì nel regno delle mille e una notte
- Paese: Stati Uniti
- Disegni: Dr. Seuss

| Titolo                                | Numeri Topolino | Anno |
| ------------------------------------- | --------------- | ---- |
| Alì nel regno delle mille e una notte | da 19 a 29      | 1935 |

## Paperino(Donald Duck)
- Titolo: Paperino (Donald Duck)
- Paese: Stati Uniti
- Testi: Carl Barks, Bob Karp, Ted Osborne
- Disegni: Al Taliaferro
- Tipo: strisce giornaliere e tavole domenicali

| Titolo                                                                                   | Numeri Topolino | Anno |
| ---------------------------------------------------------------------------------------- | --------------- | ---- |
| Le disavventure di Paperino (l'episodio successivo continua su Topolino giornale n. 216) | da 95 a 98      | 1937 |

## I due tamburini(Giacomo Away)
- Titolo: I due tamburini (Giacomo Away)
- Disegni: Kurt Caesar

| Titolo          | Numeri Topolino | Anno      |
| --------------- | --------------- | --------- |
| I due tamburini | da 31 a 43      | 1935-1936 |

## Gli allegri Cupidini
- Titolo: Gli allegri Cupidini
- Paese: Stati Uniti
- Disegni: Rose O'Neill

| Titolo               | Numeri Topolino                                 | Anno |
| -------------------- | ----------------------------------------------- | ---- |
| Gli allegri Cupidini | da 6 a 7, 9, 12, dal 14 al 20, dal 23 al 26, 28 | 1935 |

## Brick Bradford(Guido e Dora)
- Titolo: Brick Bradford o Guido e Dora o Guido Ventura o Giorgio Ventura o Elio Mazzi
- Paese: Stati Uniti
- Testi: William Ritt
- Disegni: Clarence Gray
- Tipo: strisce giornaliere

| Titolo | Numeri Topolino | Anno      |
| --- | --------------- | --------- |
| Le aquile del Pacifico (2/7/34 - 13/8/34)                                                                                                 | dal 39 al 45    | 1935-1936 |
| Guido e Dora nelle mani di Fuego il pirata (14/8/34 - 18/5/35)                                                                            | dal 46 al 95    | 1936-1937 |
| Il signore dell'abisso - nuove avventure di Guido e Dora (13/4/36 - 13/5/36) (l'episodio successivo continua su Topolino giornale n. 216) | dal 96 al 98    | 1936      |

## Le furberie di Rico(Henry)
- Titolo: Le furberie di Rico (Henry)
- Paese: Stati Uniti
- Disegni: Carl Anderson

| Titolo              | Numeri Topolino                            | Anno      |
| ------------------- | ------------------------------------------ | --------- |
| Le furberie di Rico | 21, 22, da 29 a 35, da 39 a 68, da 70 a 92 | 1935-1936 |

## Gianni Giramondo alla ricerca dei diamanti nella Guiana(Johnny Round the World)
- Titolo: Gianni Giramondo alla ricerca dei diamanti nella Guiana (Johnny Round the World)
- Paese: Stati Uniti
- Disegni:  William La Varre

| Titolo                                                  | Numeri Topolino | Anno      |
| ------------------------------------------------------- | --------------- | --------- |
| Gianni Giramondo alla ricerca dei diamanti nella Guiana | da 1 a 73       | 1935-1936 |

## Il piccolo Pippo salva lo Sceriffo(Little Jimmy)
- Titolo: Il piccolo Pippo salva lo Sceriffo (Little Jimmy)
- Paese: Stati Uniti
- Disegni: James Swinnerton

| Titolo                             | Numeri Topolino                                                 | Anno      |
| ---------------------------------- | --------------------------------------------------------------- | --------- |
| Il piccolo Pippo salva lo Sceriffo | 3, 5, 8, 10, 11, 13, da 15 a 18, da 21 a 25, 28, 36, 37, 38, 44 | 1935-1936 |

## Le avventure dei Fratellini
- Titolo: Le avventure dei Fratellini
- Paese: Stati Uniti
- Disegni: A. Daix

| Titolo                      | Numeri Topolino       | Anno |
| --------------------------- | --------------------- | ---- |
| Le avventure dei Fratellini | da 7 a 10, da 14 a 22 | 1935 |

## La cicala e le formiche
- Titolo: La cicala e le formiche
- Paese: Italia
- Disegni: Roberto Sgrilli

| Titolo                  | Numeri Topolino | Anno |
| ----------------------- | --------------- | ---- |
| La cicala e le formiche | da 11 a 27      | 1935 |

## L'isola del mistero - avventure di terra, di mare e di cielo
- Titolo: L'isola del mistero - avventure di terra, di mare e di cielo
- Paese: ?

| Titolo                                                       | Numeri Topolino | Anno      |
| ------------------------------------------------------------ | --------------- | --------- |
| L'isola del mistero - avventure di terra, di mare e di cielo | da 36 a 48      | 1935-1936 |

## Susetta e le sue avventure(Little Annie Rooney)
- Titolo: Susetta e le sue avventure (Little Annie Rooney)
- Paese: Stati Uniti
- Disegni: Darrell McClure

| Titolo                     | Numeri Topolino | Anno      |
| -------------------------- | --------------- | --------- |
| Susetta e le sue avventure | da 49 a 98      | 1936-1937 |

## Il piccolo Pippo salva lo Sceriffo(Little Jimmy)
- Titolo: Il piccolo Pippo salva lo Sceriffo (Little Jimmy)
- Paese: Stati Uniti
- Disegni: James Swinnerton

| Titolo                             | Numeri Topolino                                                 | Anno      |
| ---------------------------------- | --------------------------------------------------------------- | --------- |
| Il piccolo Pippo salva lo Sceriffo | 3, 5, 8, 10, 11, 13, da 15 a 18, da 21 a 25, 28, 36, 37, 38, 44 | 1935-1936 |

## Mario e Furio fra i negrieri d'Etiopia
- Titolo: Mario e Furio fra i negrieri d'Etiopia
- Paese: Italia
- Scrittore: Federico Pedrocchi
- Disegni: A.M. Nardi

| Titolo                                 | Numeri Topolino | Anno |
| -------------------------------------- | --------------- | ---- |
| Mario e Furio fra i negrieri d'Etiopia | da 45 a 84      | 1936 |

## Ming-Fu - avventure d'un cinese nei mari tropicali(Ming Foo)
- Titolo: Ming-Fu - avventure d'un cinese nei mari tropicali (Ming Foo)
- Paese: Stati Uniti
- Disegni: N.A. Fonsky

| Titolo                                             | Numeri Topolino | Anno      |
| -------------------------------------------------- | --------------- | --------- |
| Ming-Fu - avventure d'un cinese nei mari tropicali | da 93 a 97      | 1936-1937 |

## Il signor Pussi(Mr. Jack)
- Titolo: Il signor Pussi (Mr. Jack)
- Paese: Stati Uniti
- Disegni: James Swinnerton
- Tipo: tavole domenicali

| Titolo          | Numeri Topolino                 | Anno |
| --------------- | ------------------------------- | ---- |
| Il signor Pussi | 3, 5, 8, 10, 11, 13, da 15 a 18 | 1935 |

## Pippo Pinguino non guadagna un quattrino(Percy Penguin)
- Titolo: Pippo Pinguino non guadagna un quattrino (Percy Penguin)
- Paese: Stati Uniti
- Disegni: Mo Leff

| Titolo                                   | Numeri Topolino         | Anno      |
| ---------------------------------------- | ----------------------- | --------- |
| Pippo Pinguino non guadagna un quattrino | 2, 6, 9, 10, da 17 a 24 | 1935-1936 |

## Piero Pat - un ragazzo al castello dell'oro(Peter Pat)
- Titolo: Piero Pat - un ragazzo al castello dell'oro (Peter Pat)
- Paese: Stati Uniti
- Disegni: Grace Drayton

| Titolo                                      | Numeri Topolino | Anno      |
| ------------------------------------------- | --------------- | --------- |
| Piero Pat - un ragazzo al castello dell'oro | da 27 a 51      | 1935-1936 |

## Genietto bell'idee(Phil Fumble)
- Titolo: Genietto bell'idee (Phil Fumble)
- Paese: Stati Uniti
- Disegni: Ernie Bushmiller

| Titolo             | Numeri Topolino | Anno |
| ------------------ | --------------- | ---- |
| Genietto bell'idee | 4, 7, 10        | 1935 |

## Re Nettuno
- Titolo: Re Nettuno
- Paese: Italia
- Disegni: Roberto Sgrilli

| Titolo     | Numeri Topolino | Anno |
| ---------- | --------------- | ---- |
| Re Nettuno | da 8 a 10       | 1935 |

## Robin Hood
- Titolo: Robin Hood
- Paese: Stati Uniti
- Disegni: Charles Flanders

| Titolo     | Numeri Topolino | Anno |
| ---------- | --------------- | ---- |
| Robin Hood | da 26 a 38      | 1935 |

## Robottino il ragazzo d'acciaio
- Titolo: Robottino il ragazzo d'acciaio
- Paese: Italia
- Disegni: Charles Flanders

| Titolo                         | Numeri Topolino | Anno      |
| ------------------------------ | --------------- | --------- |
| Robottino il ragazzo d'acciaio | da 30 a 48      | 1935-1936 |

## Saturno contro la terra
- Titolo: Saturno contro la terra
- Paese: Italia
- Storia: Cesare Zavattini
- Testi: Federico Pedrocchi
- Disegni: Giovanni Scolari

| Titolo                                                                     | Numeri Topolino | Anno      |
| -------------------------------------------------------------------------- | --------------- | --------- |
| Saturno contro la Terra (l'episodio continua sul Topolino giornale n. 216) | da 93 a 98      | 1936-1937 |

## Silly Symphonies(Sinfonie allegre)
- Titolo: Silly Symphonies (Sinfonie allegre)
- Paese: Stati Uniti
- Disegni: Walt Disney, Al Taliaferro, Hank Porter, Bob Grant
- Tipo: tavole domenicali

| Titolo italiano                                                             | Titolo originale                                                    | Numeri Topolino        | Anno           |
| --------------------------------------------------------------------------- | ------------------------------------------------------------------- | ---------------------- | -------------- |
| Max Leprotto e Tobia tartaruga o Il mistero del collegio e i due fannulloni | The Boarding-School Mystery (23/12/34 - 12/02/35)                   | da 5 a 7               | 1935           |
| Pasticciopoli                                                               | Cookieland (28/04/35 - 21/07/35)                                    | da 11 a 22             | 1935           |
| La vita e le avventure dell'elefante Elmer                                  | The Life and Adventures of Elmer the Elephant (27/10/35 - 12/01/36) | da 52 a 55, da 57 a 63 | 1936           |
| The Further Adventures of the Three Little Pigs                             | I tre porcellini (9/1/36 - 23/08/36)                                | 1, dal 64 al 94        | 1935-1936-1937 |

## Ciccio(Skippy)
- Titolo: Ciccio (Skippy)
- Paese: Stati Uniti
- Disegni: Percy Crosby
- Tipo: strisce giornaliere

| Titolo | Numeri Topolino | Anno |
| ------ | --------------- | ---- |
| Ciccio | da 3 a 30       | 1935 |

## Ted cacciatore di belve(Ted Towers)
- Titolo: Ted cacciatore di belve (Ted Towers)
- Paese: Stati Uniti
- Testi: Frank Buck
- Disegni: Ed Stevenson
- Tipo: tavole domenicali
- Note: Dai libri autobiografici del cacciatore Frank Buck. Il protagonista viene italianizzato (Teo Villani) solo nel secondo episodio.

| Titolo                                                                               | Numeri Topolino | Anno      |
| ------------------------------------------------------------------------------------ | --------------- | --------- |
| Ted cacciatore di belve (l'episodio successivo continua su Topolino giornale n. 216) | da 74 a 98      | 1936-1937 |

## La pattuglia dei senza paura(The G-Men)
- Titolo: Micina principessa dei mici (The G-Men)
- Paese: Stati Uniti
- Testi: George Clark
- Disegni: Lou Hanlon

| Titolo                       | Numeri Topolino | Anno      |
| ---------------------------- | --------------- | --------- |
| La pattuglia dei senza paura | da 49 a 98      | 1936-1937 |

## Micina principessa dei mici(The Pussycat Princess)
- Titolo: Micina principessa dei mici (The Pussycat Princess)
- Paese: Stati Uniti
- Disegni: Grace Drayton

| Titolo                      | Numeri Topolino | Anno |
| --------------------------- | --------------- | ---- |
| Micina principessa dei mici | da 23 a 26      | 1935 |

## La sentinella Briccicò(The Sentinel)
- Titolo: La sentinella Briccicò (The Sentinel)
- Paese: Stati Uniti
- Disegni: Otto Soglow

| Titolo                 | Numeri Topolino | Anno |
| ---------------------- | --------------- | ---- |
| La sentinella Briccicò | da 1 a 5        | 1935 |

## Turbine bianco
- Titolo: Turbine bianco
- Paese: Stati Uniti

| Titolo         | Numeri Topolino | Anno |
| -------------- | --------------- | ---- |
| Turbine bianco | da 85 a 92      | 1936 |

## Ulceda, la figlia del Gran Falco della prateria
- Titolo: Ulceda, la figlia del Gran Falco della prateria
- Paese: Italia
- Disegni: Guido Moroni-Celsi

| Titolo                                          | Numeri Topolino | Anno |
| ----------------------------------------------- | --------------- | ---- |
| Ulceda, la figlia del Gran Falco della prateria | da 11 a 35      | 1935 |